# Nätterna i Peshawar

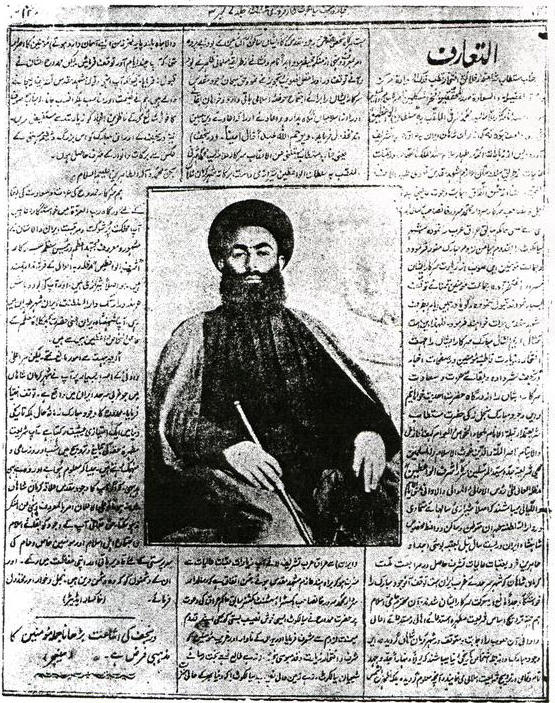
En artikel om debatten på sidorna 1 och 2 i tidningen "Durru Najafi".

Nätterna i Peshawar (persiska: شب‌های پیشاور) av Sayyid Muhammad Mousavi Shirazi är en bok innehållandes dialoger mellan sunnitiska lärda och den shiitiske författaren om viktiga ämnen som relaterar till shiaislam. Den iranske lärde Sayyid Shirazi besökte Indien år 1927 när han var 30 år gammal. Vid ett tillfälle blev han övertalad att delta i en religiös debatt i Peshawar. Diskussionerna ägde rum under tio nätter på raken. De två huvuddeltagarna på den andra sidan var två välkända lärda från Kabul. Fyra reportrar spelade in diskussionerna inför ca 200 personers närvaro. Lokala nyhetstidningar publicerade rapporterna varje följande morgon. Sayyid Shirazi sammanställde nyhetstidningarnas rapporter i en bok på persiska. Boken har översatts till engelska.